# Tsévié
Tsévié est une ville du Togo. Elle compte 59 563 habitants en 2014. Elle est située à 35 kilomètres au Nord de Lomé, la capitale togolaise. Tsévié est le chef-lieu de la préfecture du Zio. Elle est devenue aussi le chef-lieu de la Région maritime qui compte sept préfectures dont la préfecture du Golfe (Lomé). La ville est traversée par la route nationale  qui relie Lomé à Ouagadougou d'une part et Lomé à Tabligbo (la ville du klinker) d'autre part.

## Histoire
La ville aurait été fondée au XVIIIe siècle par des membres du groupe linguistique Adja-Éwé qui auraient fui le roi Bougwa dont le trône était établi à l'époque dans l'actuel Notsé (préfecture du Haho). À leur arrivée sur le territoire actuel de la ville de Tsévié, ils auraient développé la culture du haricot. Une partie du groupe en fuite craignait que le Roi Agokoli envoie ses hommes à leur poursuite. Elle aurait décidé de continuer le chemin d'exil et serait partie vers le sud en direction de Lomé ; l'autre partie aurait choisi de rester sur les lieux, le temps que la culture du haricot murisse un peu, d'où le nom de Tsévié (ayia ne tse vie (langue éwé) = « que le haricot murisse un peu »). Les 17 cantons de Tsévié commémorent chaque année au mois d'août la fête du haricot connue sous le nom d'Ayizan, se rappelant ainsi collectivement de leur histoire. Pendant les vacances plusieurs familles vivant à l'étranger reviennent à tsevié pour célébrer Ayizan. Lors de cette fête, ils démontrent les pratiques de chasse et le parcours des Ewe et spécialement l'origine du nom tsevié au public.
Tsévié dispose d'un nouveau marché ainsi que la Maison des Jeunes et de la Femme, tous situés au chef-lieu de la préfecture de Zio, et inaugurés lors d’une cérémonie officielle tenue le jeudi 15 février 2024.
Ils adoraient des idoles ou vodou, mais de nos jours par l'évangélisation plusieurs se tournent vers le christianisme.

## Personnalités nées à Tsévié
- Sokey Edorh, artiste peintre et plasticien.
- Bella Bellow, chanteuse.
- Marguerite Adjoavi Trénou, femme politique.
- Julie Akofa Akoussah (1950-2007), chanteuse togolaise.

## Jumelage
- Parthenay (France) depuis 1990
- Plainfaing (France) depuis 2015